# 教育行政学
教育行政学（きょういくぎょうせいがく）とは、教育と行政の双方を対象とする学問のことである。

## 概要
教育行政学は、その存在自体が極めて論争的な学問である。まず、定義から困難であるといわれている。教育学が、「教育～学」という各論的な分野の集合体であることに異論を唱えるものはいないであろう。それら個々の分野はおよそ「教育に関する～学」という定義で成り立つ。例えば教育哲学は「教育に関する哲学」、教育史学は「教育に関する史学」という定義が可能である（その定義自体に意味があるかどうかは別である）。それでは教育行政学は「教育に関する行政学」という定義が可能かというと、断定的にそうとは言い切れない（このような事情は「教育方法学」にも当てはまる）。
教育行政学は「教育に関する行政学」ではなく「教育行政に関する学」がより適切な定義の仕方であろう。「教育行政に関する学」となると大変に幅が広くなる。先述したように教育行政は教育の条件整備をその本質とする。文部科学省や教育委員会はもとより、幼稚園、小学校、中学校、高等学校、中等教育学校、特別支援学校(盲学校、聾学校、養護学校等の名称も一部存続)、大学（短期大学および大学院を含む）、高等専門学校、専修学校、各種学校、社会教育施設（図書館、博物館、公民館など）、近年では、構造改革特別区域における株式会社や特定非営利活動法人 (NPO) の学校設置への参入もある。さらには、人権教育、法教育、消費者教育など、教育自体が広がりを見せており、対象は無限と言っても過言ではない。ただし、教育委員会の運用、教育委員会と学校等との関係性、教職員制度などを主たる研究対象とするが、教育財政、学校経営なども研究対象に包含される。
しかし対象の多さのせいか、独自の方法を取ることが困難であり、「学」の枠組みは極めてぼやけている。
関係学会として、日本教育行政学会が存在している。

## 教育行政
教育は、創造的・内面的発達過程であり、被教育者ないし学習者が法的に有する教育を受ける権利（教育権）を保障する営みされる。そして「教育は、不当な支配に服することなく、国民全体に対し直接に責任を負つて行われるべきものである。」（旧・教育基本法第10条第1項）、「教育行政は、この自覚のもとに、教育の目的を遂行するに必要な諸条件の整備確立を目標として行われなければならない。」（旧・教育基本法第10条第2項）とされる。つまり、教育行政は、非権力的にかつ極端な政治性と距離を置いて行われなければならない。
そしてまた教育は、小泉純一郎内閣総理大臣の演説により脚光を浴びた「米百俵」の語が暗に意味するとおり、即座の、眼前の成果・結果は期待できない側面を有している。学習者に対する入力と学習者からの出力の間には容易に予測できない時間差が生じることになる。
以上の特殊性は行政機構として制度化されており、特に教育委員会は行政委員会として首長や議会の直接の影響を受けにくい特殊な構造となっている。これは首長、議員の任期や一次的な政治情勢に教育が振り回されない配慮である。
このような教育の特殊な性質および機構は、権力性を本質とする行政を直接の対象とする行政学に対して、不和を生じさせる側面があると言わざるを得ない。また、効率であるとか計画的生産性という言葉とは縁遠い教育という営みは、効率的・計画的な行政のあり方を探る行政学の範疇に入れることが可能と言い切れない。
また、近年の地方分権改革においてにわかに注目されている義務教育費国庫負担金問題が映し出しているように、教育行政は、一部の首長や政治家からは一般行政の効果的・効率的運営を阻害するものとしてその独自性を否定しようとする意見も出されているが、教育界においてはその独自性の意義が認識されている。首長らの問題視ないしは批判は行政機能を一手に引き受けたいという自らの野心の先鋭化・顕在化と見られる。今後の教育行政学のあり様はこれからの改革の駆け引きにかかっており、その内容いかんでは「教育に関する行政学」として、行政学の下位学問となる可能性もあるといわれている。
2014年に地方教育行政の組織及び運営に関する法律の一部改正によって、2015年度からは首長が主宰する総合教育会議が創設されるようになり、これまで以上に首長の政治性が公教育に強く影響を及ぼすことになる。なお、同法改正によって、教育長と教育委員長(教育委員会委員長)が一体化され、新しい教育長制度が誕生する。